# 天神之后堂 (莱切)
天神之后堂（Chiesa di Santa Maria degli Angeli o di San Francesco di Paola）是意大利南部普利亚大区城市莱切的一座罗马天主教教堂，曾长期隶属于方济各会修道院（意大利统一后改为军营），1524年根据佛罗伦萨贵族贝尔纳多·佩鲁齐的遗嘱修建。